# Kralevic Marko
Kralevic Marko nebo Marko Mrnjavčević (srb. Краљевић Марко nebo Kraljević Marko) (1335 – 17. května 1395 v bitvě u Roviny) byl srbský despota, který vládl v letech 1371–1395 v oblasti u města Prilep (dnes Severní Makedonie).

## Život
Království zdědil, když jeho otec Vukašin zahynul v boji proti Turkům v bitvě u řeky Marica. Roku 1371 byl korunován na krále, ale musel uznat suverenitu tureckého sultána a bojovat v osmanské armádě.
Srbská knížata, která dále bojovala proti Turkům zabírala jeho území a připojovala je ke svým, protože jim Marko nemohl vzdorovat se svými vojsky oslabenými po bitvě u řeky Marice. Tak získal Đurađ Balšić město Prizren roku 1371 a Peć roku 1372; Lazar Hrebeljanović získal Prištinu a Vuk Branković získal Skopje roku 1377.
Marko se stal polomýtickým hrdinou mnohých srbských, makedonských a bulharských pověstí a písní.

## Galerie

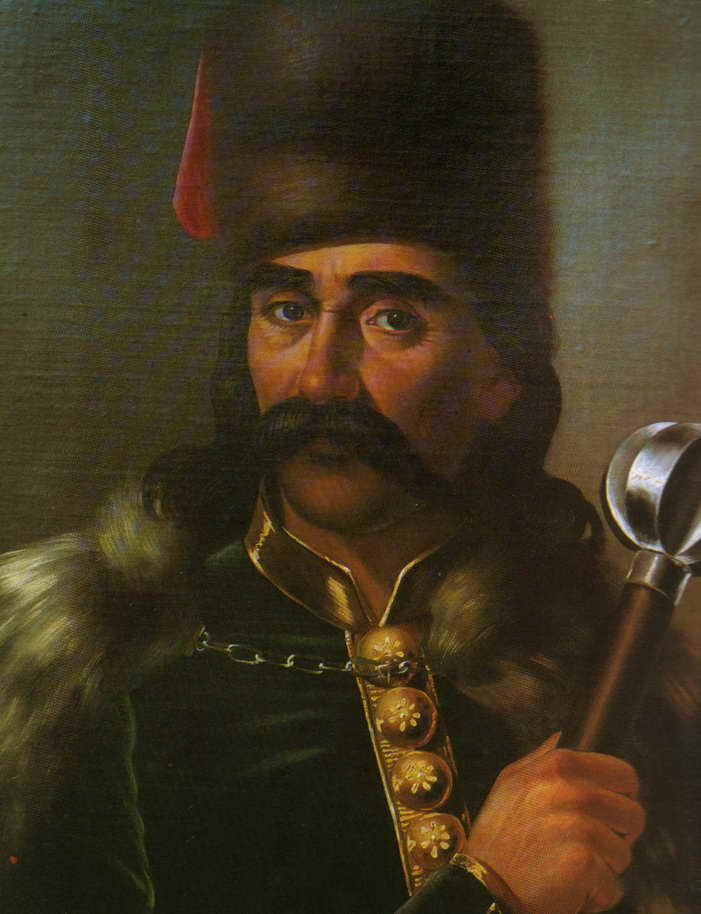
Princ Marko, autor: Mina Karadžić
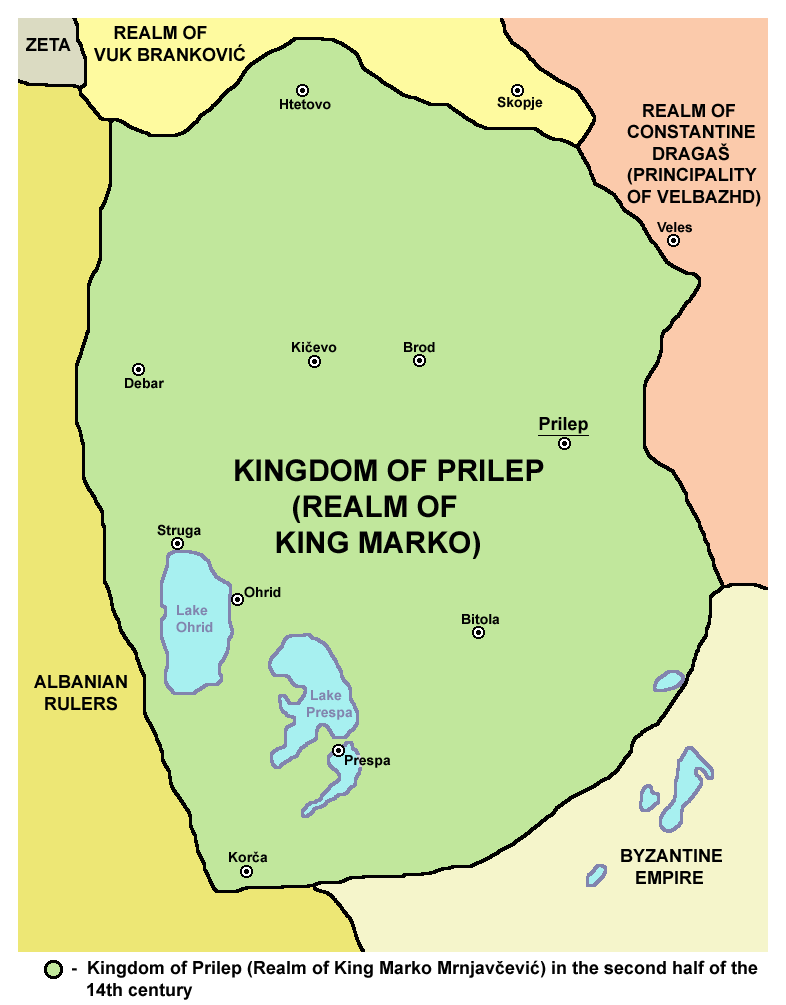

## Genealogie
- otec Vukašin Mrnjavčević
- matka Jelena
- manželka Jelena Hlapena, dcera Radoslava Hlapena
- manželka Todora, dcera nebo manželka Grgura